# V2 (ユニット)
V2（ブイツー）は、小室哲哉とYOSHIKIによって1991年に結成された期間限定のコラボレーションであり日本のスーパーグループである。

## メンバー
小室哲哉
ボーカル、シンセサイザー、ピアノ、作詞、作曲、編曲
YOSHIKI
ドラムス、ピアノ、作詞、作曲、編曲

## 結成の経緯
市川哲史による小室哲哉へのインタビューによると、最初にコンタクトをかけたのは小室。X（後にX JAPAN）の日本武道館公演を見た小室がYOSHIKIに興味を持って、吉見佑子の紹介でスタジオを抜け出して麻布台のキャンティで対面した。その際、初対面であるにもかかわらずYOSHIKIのインディーズで自分達のレコード会社を作ることから始めて、その戦略をソニーに持ち込んだことに対して、今まで所属する前から存在するレコード会社・マネジメント事務所内の契約書をどう利用するか考える所から仕事を始めていた小室が驚愕したこと・非情とも取れるサウンドプロデューサー気質にお互いが共感したことから、一気に意気投合した。
「2人で何かやってみよう」とYOSHIKIから提案し、レコード会社のスタッフの介入も無しに全てのコンセプトを2人で決めた。当時セールス面で小室のユニット、TMN（改名前はTM NETWORK）は全盛期の勢いを失いつつあったのに対し、YOSHIKIのバンド、Xは昇り調子だったため、その勢いに乗ろうという目論みが小室側にはあり、シングル1枚リリースするという前提で2人が合意。
当時、Xはソニーレコード、TMNはEPICソニーと、ソニー系ではあるが別々のレコードレーベル所属で、YOSHIKIと小室がそれぞれ自らのレーベルの社長へ直談判し、日本の音楽シーン史上おそらく初めてのレーベルの垣根を越えた音楽ユニット結成を実現させた（ただし当時は両レーベルともソニー・ミュージックエンタテインメント内の一部門であり、法人格としては同じ会社に所属していたため、ユニット結成への障害は比較的少なかった）。THE ALFEEの高見沢俊彦も参加する予定があったが、高見沢が当時所属していたレコード会社はポニーキャニオンであったため、実現しなかった。
ヴォーカリストは当初小室はYOSHIKI側が人選し連れてくると目論見、自ら歌う事を想定していなかった。YOSHIKIも小室側がヴォーカルを探していると誤解し、全く人選していなかったという。
ユニット名は第二次世界大戦中にドイツが開発したV2ロケットから取られている。なお、ドイツに同名のバンド（現フェア・ウォーニングのトミー・ハートが在籍していた。）が存在していたがむろん無関係。

## V2 SPECIAL LIVE "VIRGINITY"
1991年12月5日、東京ベイNKホールにて1度きりのライブを行った。
元々は、小室がモーツァルト没後200年を記念して自身のソロライブとしてフジテレビ事業部主催で企画していたものを、小室自身による交渉によりV2としてのライブに変更した。
市川哲史による調査によると、2時間に渡るライブで披露されたのは、シングルに収録された上記2曲と、ピアノ二重奏バージョンの「背徳の瞳〜Eyes of Venus〜」、YOSHIKIのドラムと小室のシンセによる即興曲「Space World」、YOSHIKIによるドラムソロとピアノソロ3曲（「ENDLESS RAIN」・「Es Durのピアノ線」・「レクイエム」）、小室によるソロ・アルバム『マドモアゼル・モーツァルト』収録の6曲。ステージ右側に小室のシンセを載せたリフト、左側にYOSHIKIのドラムセットを載せたリフトが配置され、ステージ奥には生オーケストラ。YOSHIKIのドラムソロでは、スタッフがリフトを上げたまま長い時間降ろさなかったため、Xのコンサートで披露されるものより長いドラムソロとなった。ライブの様子はビデオ『SPECIAL LIVE 1991.12.5 VIRGINITY』に収録されている。

## その後
小室は、このV2プロジェクト実現のための舞台裏作業を一手に引き受けたが、そのことが彼にプロデュース業の面白さを教えることとなり、後の小室ブームを生み出すきっかけとなった。
プロジェクトの総製作費に約7千万円かかったことで吉見佑子が何も考えてないも同然で2人を会わせた事を小坂洋二に叱責された際、「それは二人に言ってほしいよ」と思った。
2人はユニットの戦略について「2人だけで考えて業界に爆弾を落としただけで、音楽雑誌の編集部・レコード会社を一般の高校生や女の子と同じ感覚で驚いてくれて面白かった。外部からのオファーだったらやらなかった」「アーティストが業界を引っ掻き回して、その現象を商品として残したかった」と総括している。
小室とYOSHIKIの関係はその後も続き、2002年にはYOSHIKIが小室のユニットであるglobeに加入した（2005年よりYOSHIKIを加えた活動時はglobe extremeを名乗る）。
V2としての活動はその後一切行われていないが、2007年12月16日に小室哲哉が自身のMyspaceのブログで「possibilityとしては0%か100%だけどYOSHIKIと先日TELでV2を必ずやろうと盛り上がりました」と書いている。
「背徳の瞳〜Eyes of Venus〜」は小室哲哉が2011年にリリースしたコンピレーション・アルバム『TK BEST SELECTION IN EPIC DAYS』にリマスターされた音源が収録されているほか、小室哲哉の2012年のリミックス・アルバム『Digitalian is remixing』にピアノ・ソロ・バージョンが収録されている。
2015年2月25日放送の大型音楽番組『スカパー!音楽祭』（BSスカパー!）では、小室のソロで「背徳の瞳〜Eyes of Venus〜」を披露した。ピアノは武部聡志が担当。小室はショルダーキーボードの演奏に加え、久々となるボーカルも披露した。小室は番組の男性司会で、「背徳の瞳〜Eyes of Venus〜」でトップバッターを、「永遠と名づけてデイドリーム」で大トリを務めた。
2024年の小室のソロツアー「billboard classics ELECTRO produced by Tetsuya Komuro」の6公演のうち、6月29日の名古屋、7月19日の渋谷、26日福岡、28日西宮の4公演では、「背徳の瞳〜Eyes of Venus〜」をアンコール曲として披露した。小室はオーケストラをバックに楽曲冒頭のピアノや、シンセサイザーを演奏し、ボーカルも執った。

## ディスコグラフィ

### シングル
- 「背徳の瞳〜Eyes of Venus〜」（1992年1月18日発売　ESDB-3266） 8cmCD
  - 唯一リリースされたシングルで、オリコンチャート初登場2位を記録し、47.7万枚を売り上げる。ジャケットにはV2ロケットが描かれている。

  1. 背徳の瞳〜Eyes of Venus〜
  2. Virginity

### ライブビデオ
- 『SPECIAL LIVE 1991.12.5 VIRGINITY』（1992年3月　ESVU-355） VHSビデオ
  - 当時としては破格の42.6万本を売り上げる。収録曲は以下の通り。

  1. OVERTURE
  2. 背徳の瞳〜Eyes of Venus〜 (Piano Duo)
  3. Es Durのピアノ線
  4. SPACE WORLD
  5. YOSHIKI Drums Solo
  6. 永遠と名づけてデイドリーム
  7. 背徳の瞳〜Eyes of Venus〜
  8. Virginity